# Colletia paradoxa

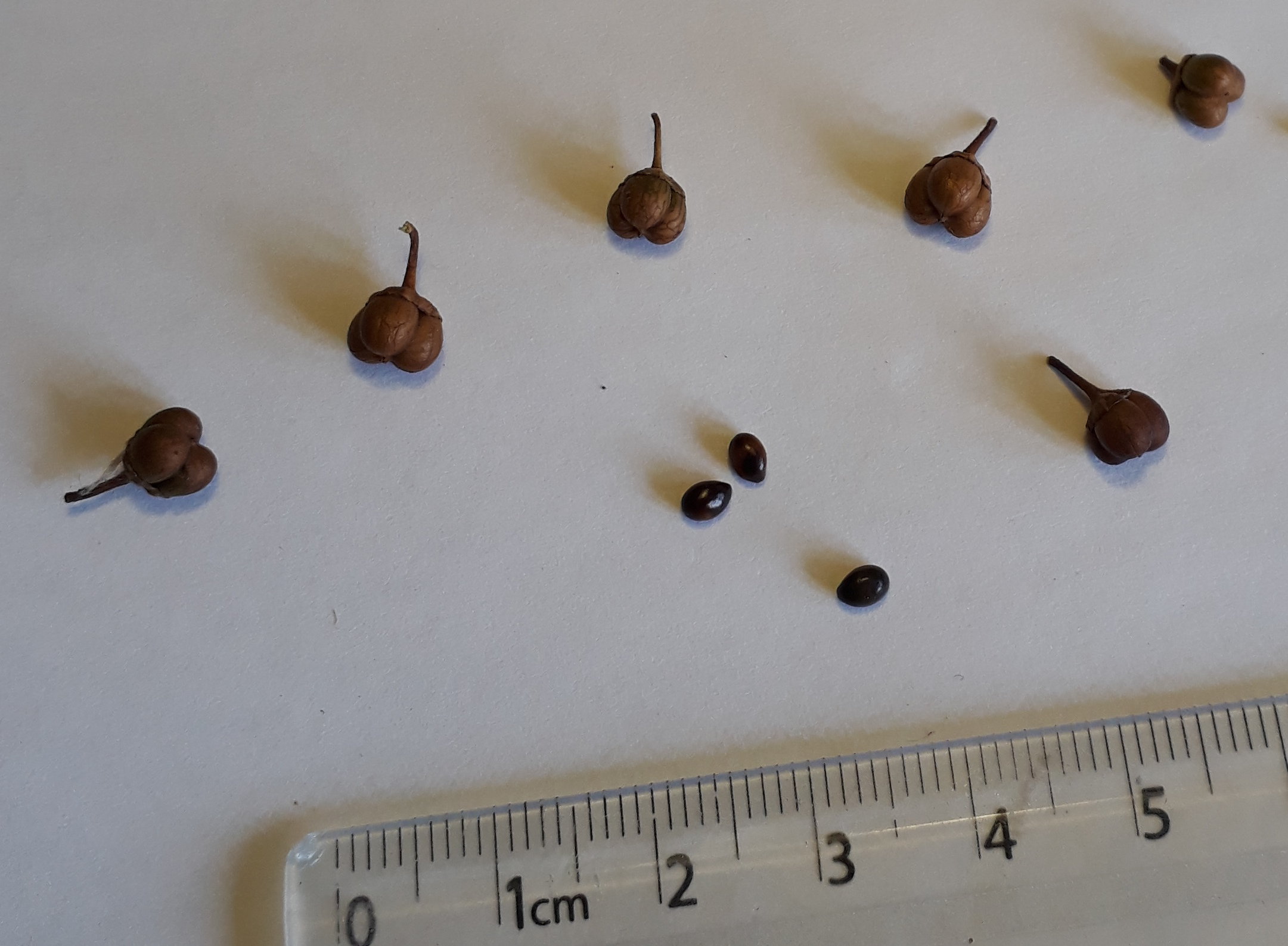
Cápsulas de C. paradoxa y las tres semillas de una de esas cápsulas

Colletia paradoxa, comúnmente conocida como curro, curumamil, corona de cruz o espina de la cruz, es un arbusto espinoso de la familia Rhamnaceae originaria del centro-este de la Argentina, Uruguay y el sur de Brasil.

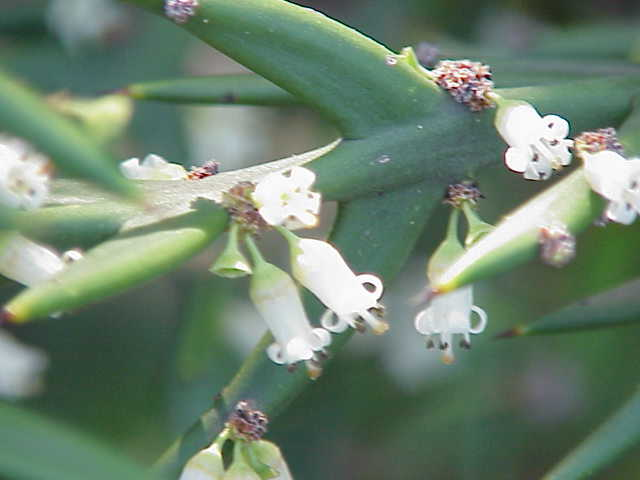
Detalle de la flor

## Descripción
Es un arbusto subáfilo; de 1-2,5 m de altura (raramente hasta 5 m), de muy lento crecimiento, adaptado a vivir en ambientes áridos. Tiene ramas espiniformes comprimidas lateralmente, verde grisáceo, flores hermafroditas, urceoladas, blancas en haces axilares, en grupos de 5-12. Corola tubular, con 5-estambres con anteras negras; muy perfumadas. Florece de marzo a abril (hemisferio sur). Fruto cápsula tricoco, de 5 mm de diámetro. 
Es también empleado como planta ornamental. Tolera temperaturas de -10 °C.

## Conservación
Tiene riesgo de extinción por pérdida de hábitat por invasión de la maleza exótica zarzamora Rubus ulmifolius, especie de gran impacto negativo en los ecosistemas naturales de América y de Oceanía.

## Taxonomía
Colletia paradoxa fue descrito por (Spreng.) Escal. y publicado en Boletín de la Sociedad Argentina de Botánica 1: 219, en el año 1946. 
En el año 1923 fue presentada en la Universidad Nacional de La Plata, Argentina, una tesis doctoral descriptiva titulada CONTRIBUCIÓN AL ESTUDIO DEL CURÁ-MAMOEL (COLLETIA CRUCIATA, GILL. ET HOOK.), por la química y farmacéutica Leonor Pelanda Ponge.
Sinonimia
- Colletia bictanensis Lindl.
- Colletia bictoensis Lindl.
- Colletia cruciata Gillies & Hook.
- Colletia exserta Klotzsch ex Reissek
- Condalia paradoxa Spreng.[3]